# 郭瑀 (明朝)
郭瑀（1454年—？），字佩之，和陽衛官籍直隸灤州人，明朝政治人物。

## 生平
京衛武學生，弘治五年（1492年）壬子科順天府鄉試第一百三十五名舉人。弘治六年（1493年）中式癸丑科會試第七十五名，三甲第五十五名進士。七年二月授翰林院检讨，侍申王朱祐楷讲读，十二年十月任申王府左長史。

## 家族
曾祖郭道童，贈昭勇將軍指揮使；祖父郭玉，指揮使；父郭亨，指揮使。母鄭氏（封淑人）；繼母王氏。永感下。兄郭瑛（本衛指挥使）。